# Helle Sara Peters
Helle Sara Peters (i dag Helle Rugwabiza) (født 24. januar 1965) er en dansk kvinde, som i 2001 blev idømt fængsel på livstid for to drab. I juni 2024, afslørede TV 2 at Peters havde afsonet en del af sin straf i eget hjem uden fodlænke, samtidigt med at hun havde begået yderligere forbrydelser. I juni 2023 blev Helle Sara Peters dømt i Retten i Holbæk for bedrageri for mere end 1,5 millioner kroner.

## Baggrund

### Første drab
I 1996 blev hun gift med René Stauning Larsen. Sammen flyttede de til landsbyen Skårup ved Svendborg, hvor Helles forældre havde købt dem et hus. René Larsen var handicappet efter en blodprop og sad i kørestol. Helle lod senere sin ungdomskæreste Karl Marius flytte ind i parcelhuset. En junidag i 1997 fyldte hun en dyb tallerken op med piller, omkring 100 og lod Rene spise dem, indtil han faldt hen i en døs. Hun og Karl Marius bar ham ud i havestuen og lagde ham på et tæppe. De havde håbet på, at pillerne ville dræbe ham, så da de dagen efter konstaterede, at han stadig var i live, slæbte Karl Marius ham ud på badeværelset. Han krængede et par handsker ned over hænderne og holdt René for næse og mund, indtil han var død. De begravede ham i haven og lagde fliser på stedet, hvor liget lå i mere end to år.
Helle hævede hver måned hans invalidepension. 268.971 kr. fik hun helt nøjagtigt udbetalt over to år.

### Andet drab
Den 21. november 1999 opsøgte hun den 82-årige Jens Alfred Madsen i hans hjem på Toftekær i Søndersø og både kvalte ham med et reb og skar halsen over på ham med en kniv. Bagefter stjal hun sammen med sin daværende kæreste Henning Jørgensen op mod 700.000 kroner, som den gamle mand havde liggende i en kiste i hjemmet.

### Retssagen
Helle Sara Peters blev anholdt og sigtet for drabet på Jens Alfred Madsen den 24. november 1999. Den 1. februar 2001 fandt et nævningeting i Østre Landsret i Odense Helle Sara Peters skyldig i drabene på dels hendes ægtefælle René Stauning Larsen, og dels på den 82-årige Jens Alfred Madsen. Nævningetinget frifandt samtidig den 33-årig fisker Henning Jørgensen for drabet på Jens Alfred Madsen, mens han dog blev kendt skyldig for røveri over for den gamle mand, og idømt fire års fængsel. Endelig fastslog retten, at den 36-årig Karl Marius Valdemar Jensen var skyldig i at have medvirket til at slå René Stauning Larsen ihjel. Karl Marius Valdemar Jensen fik 12 års fængsel. Anklagemyndigheden ankede dommen, og den 10. maj 2001 afsagde Højesteret dom om fængsel på livstid. Dermed blev Helle Sara Peters blot den anden kvinde, der de seneste 50 år var blevet idømt fængsel på livstid. Den anden er lægen Elisabeth Wæver, der i 1997 blev idømt livstid.